# Castillo de Frankenstein

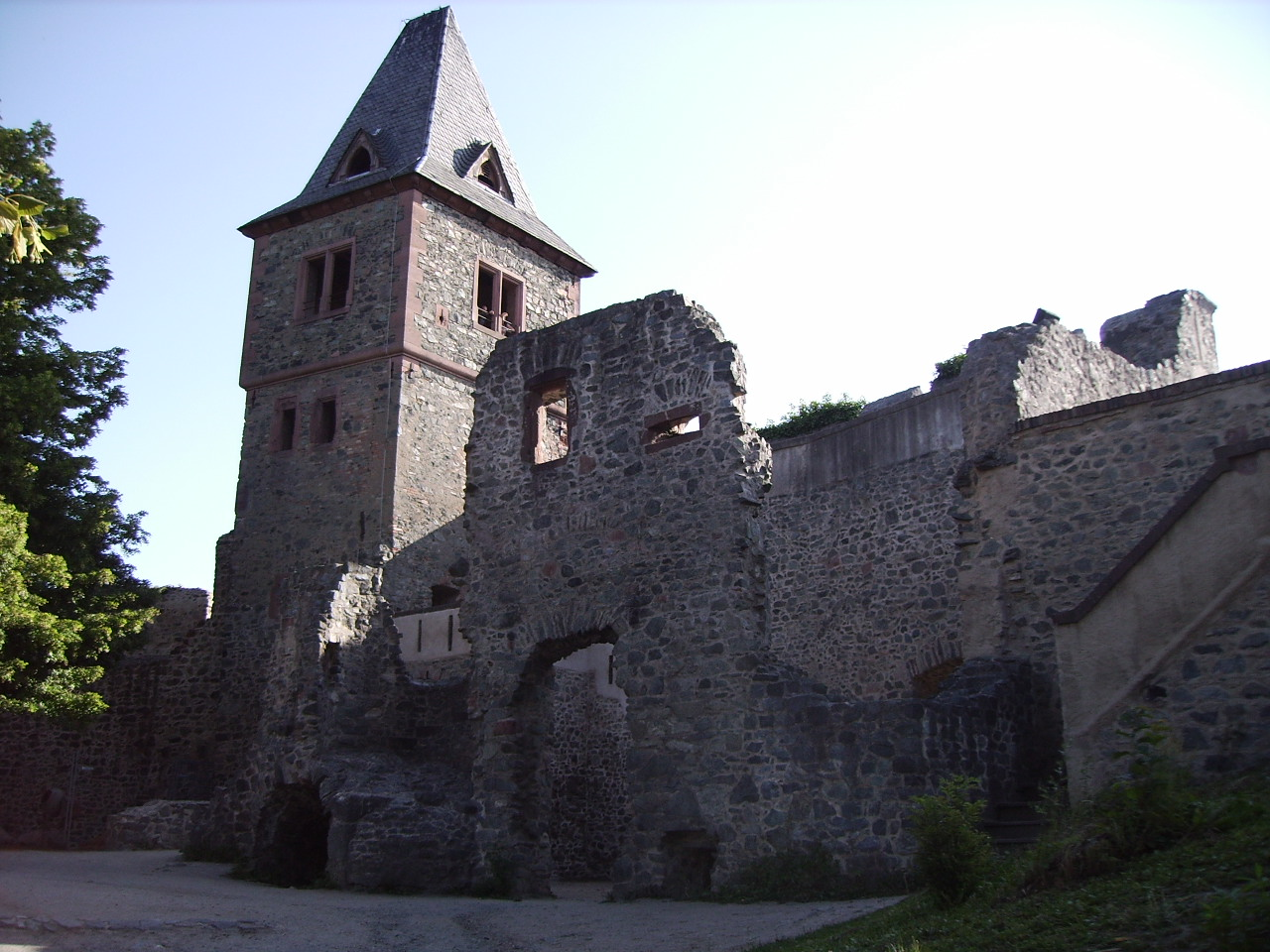
Torre y ruinas del Castillo de Frankenstein

El Castillo de Frankenstein es un castillo de cima situado a 5 km al sur de Darmstadt en Alemania. Las afirmaciones actuales sobre su influencia en el trabajo de Mary Shelley siguen siendo controvertidas.

## Historia
Antes de 1250, Lord Konrad II. Reiz von Breuberg construyó el Castillo de Frankenstein y desde entonces se llamó a sí mismo von und zu Frankenstein. El primer documento en el que hay constancia de la existencia del castillo en 1252 lleva su nombre. Fue el fundador del señorío imperial libre de Frankenstein, el cual sólo respondía a la jurisdicción del emperador, con posesiones en Nieder-Beerbach, Darmstadt, Ockstadt, Wetterau y Hesse. Adicionalmente los Frankenstein tuvieron otras posesiones y derechos de soberanía como Burgrave en Zwingenberg (Auerbach (Bensheim)), en Darmstadt, Groß-Gerau, Frankfurt am Main y Bensheim. La colina sobre la que descansa el castillo fue probablemente ocupado por otro castillo hasta el siglo XI, que cayó en ruinas después de la construcción del Castillo de Frankenstein, a unos cientos de metros hacia el noroeste. Las afirmaciones sobre un castillo anterior están extendidas, pero históricamente es algo poco probable.
En el año 1292 los Frankenstein abrieron el castillo a los condes de Katzenelnbogen y se alió con ellos.
En 1363, el castillo fue dividido en dos partes y entregado a dos familias diferentes de los señores y caballeros de Frankenstein. Al principio del siglo XV, el castillo fue agrandado y modernizado. Los caballeros de Frankenstein pasaron a ser independientes de los Condes de Katzenelnbogen otra vez.
Siendo ambos grandes opositores a la reforma y siguiendo los conflictos territoriales, con disputas conectadas con el Condado de Hesse-Darmstadt, al igual que a su adscripción a la fe católica y el "derecho de patronage" asociado, el cabeza de la familia Lord Johannes I. decidió vender el señorío al Condado de Hesse-Darmstadt en 1662, después de varios juicios en el Juzgado de la Cámara Imperial.
El castillo fue usado como refugio y como hospital posteriormente, quedando en ruinas en el siglo XVIII. Sus dos torres, las cuales son su distintivo hoy día, son restauraciones históricamente incorrectas de mediados del siglo XIX.
En algún momento antes de 1968, un restaurante fue construido dentro del castillo. En 1976, los soldados estadounidenses estacionados en Darmstadt fundaron un festival de halloween anual en el castillo, el cual ha crecido hasta convertirse en uno de los mayores festivales de halloween en Europa.  En 1977, el 440 Batallón de Comunicaciones organizó una carrera a pie de 13 kilómetros a lo largo de los escarpados caminos desde Cambrai-Fritsch Kaserne hasta el castillo. La Carrera del Castillo de Frankenstein fue celebrada hasta 2008, cuando las fuerzas estadounidenses dejaron Darmstadt y la base fue devuelta al gobierno alemán. La ciudad de Darmstadt organizó una carrera final en octubre de 2008.

## Johann Conrad Dippel
En 1673, el alquimista Johann Conrad Dippel nació en el castillo.

## Literatura
- Art. "Frankenstein", in: Hessen, hg. v. Georg W. Sante, Stuttgart 1960 (= Handbuch der historischen Stätten Deutschlands, 4. Bd.), S. 117
- Nieder-Beerbach, in: Georg Dehio, Handbuch der Deutschen Kunstdenkmäler: Hessen, bearb. v. Magnus Backes, 1966, S. 622